# 175452 Chenggong
175452 Chenggong è un asteroide della fascia principale. Scoperto nel 2006, presenta un'orbita caratterizzata da un semiasse maggiore pari a 2,2557033 UA e da un'eccentricità di 0,1769609, inclinata di 7,11330° rispetto all'eclittica.